# De Ark (Helmond)
De Ark is de naam van een voormalig gereformeerd kerkgebouw te Helmond, dat zich bevond aan de Eisenhowerlaan 7 aldaar.

## Voorganger
De Helmondse Gereformeerden betrokken in 1900 een kerkgebouw aan de Kromme Steenweg. Dit werd buiten gebruik genomen in 1960, toen De Ark werd betrokken. Het oude kerkje, onder zadeldak en voorzien van een dakruitertje, bleef nog in gebruik als werkplaats, maar in 1981 werd het gesloopt.

## De Ark
Het kerkje, dat ontworpen is door Karel Sijmons, werd in 1960 in gebruik genomen. Ten gevolge van het Samen op Weg-proces gingen Gereformeerden en Hervormden nauwer met elkaar samenwerken. De Gereformeerden gingen meer en meer gebruikmaken van de (voorheen hervormde) Bethlehemkerk.
De Ark werd in 1996 gesloten. Op de plaats daarvan is een woonhuis gekomen. Het orgel, gebouwd in 1962 door Ernst Leeflang, werd overgeplaatst naar de Protestantse kerk te Helenaveen.
Een glas-in-loodraam uit deze kerk werd in de Bethlehemkerk geplaatst.